# Perissus fuliginosus
Perissus fuliginosus är en skalbaggsart som först beskrevs av Louis Alexandre Auguste Chevrolat 1863.  Perissus fuliginosus ingår i släktet Perissus och familjen långhorningar.
Artens utbredningsområde är:
- Tibet.
- Nepal.
- Taiwan.

Inga underarter finns listade i Catalogue of Life.